# Church Point
Der Church Point (englisch für Kirchturmspitze, in Argentinien Punta Capilla von spanisch capilla ‚Kapelle‘, in Chile Punta Iglesia von spanisch iglesia ‚Kirche‘) ist eine Landspitze an der zum westantarktischen Grahamland gehörenden Trinity-Halbinsel im Norden der Antarktischen Halbinsel. Er liegt 3 km westlich des Camp Hill, mit dem er gemeinsam die Einfahrt zur Botany Bay begrenzt.
Die erste Sichtung der Landspitze erfolgte bei der Schwedischen Antarktisexpedition (1901–1903) unter der Leitung Otto Nordenskjölds. Der Falkland Islands Dependencies Survey nahm 1945 eine Kartierung vor und benannte ihn nach dem 355 m hohen Felsengipfel, der die Landspitze überragt und der in seiner Form an einen Kirchturm erinnert.